# پالما وکیو
پالما وکیو (ایتالیایی: Palma Vecchio; ح. ۱۴۸۰ – ۳۰ ژوئیهٔ ۱۵۲۸) نقاش ونیزی دوران رنسانس ایتالیا بود. او در سرینا نزدیک برگامو از توابع جمهوری ونیز به دنیا آمد. به او پالمای بزرگتر می‌گویند (در ایتالیایی وکیو به‌معنای پیر است) تا نام او از برادرزاده‌اش، که او هم نقاش بود و پالمای کوچکتر (Palma il Giovane) نام داشت، متفاوت باشد.
او در آثارش از شخصیت‌های مذهبی، تصاویر کلیساها و فاحشه‌های قراردادی استفاده کرده است. کارهای برجستهٔ او مربوط به پس از دههٔ ۱۵۲۰ است.